# Roztoka (szczyt)
Roztoka (1030 m) – szczyt w Paśmie Radziejowej w Beskidzie Sądeckim. Znajduje się w grzbiecie Małej Prehyby, który poprzez Halę, Czeremchę, Roztokę i Czeremchę Zachodnią biegnie najpierw w kierunku południowo-zachodnim, następnie zachodnim, oddzielając potok Sopotnicki od potoków Krępiarka i Jastrzębi Potok. Na poziomicowej mapie Geoportalu szczyty Czeremcha Zachodnia i Roztoka opisane są jako Góra Roztoka.
Północny stok Roztoki opada do potoku Sopotnickiego, południowy do jego dopływu. Dolina tego dopływu to Dolina Roztocka. Roztoka jest porośnięta lasem, ale na grzbiecie łączącym ją z Czeremchą jest polana. Nie prowadzą przez nią szlaki turystyczne. Cały jej masyw znajduje się w granicach miasta Szczawnica w województwie małopolskim, w powiecie nowotarskim.

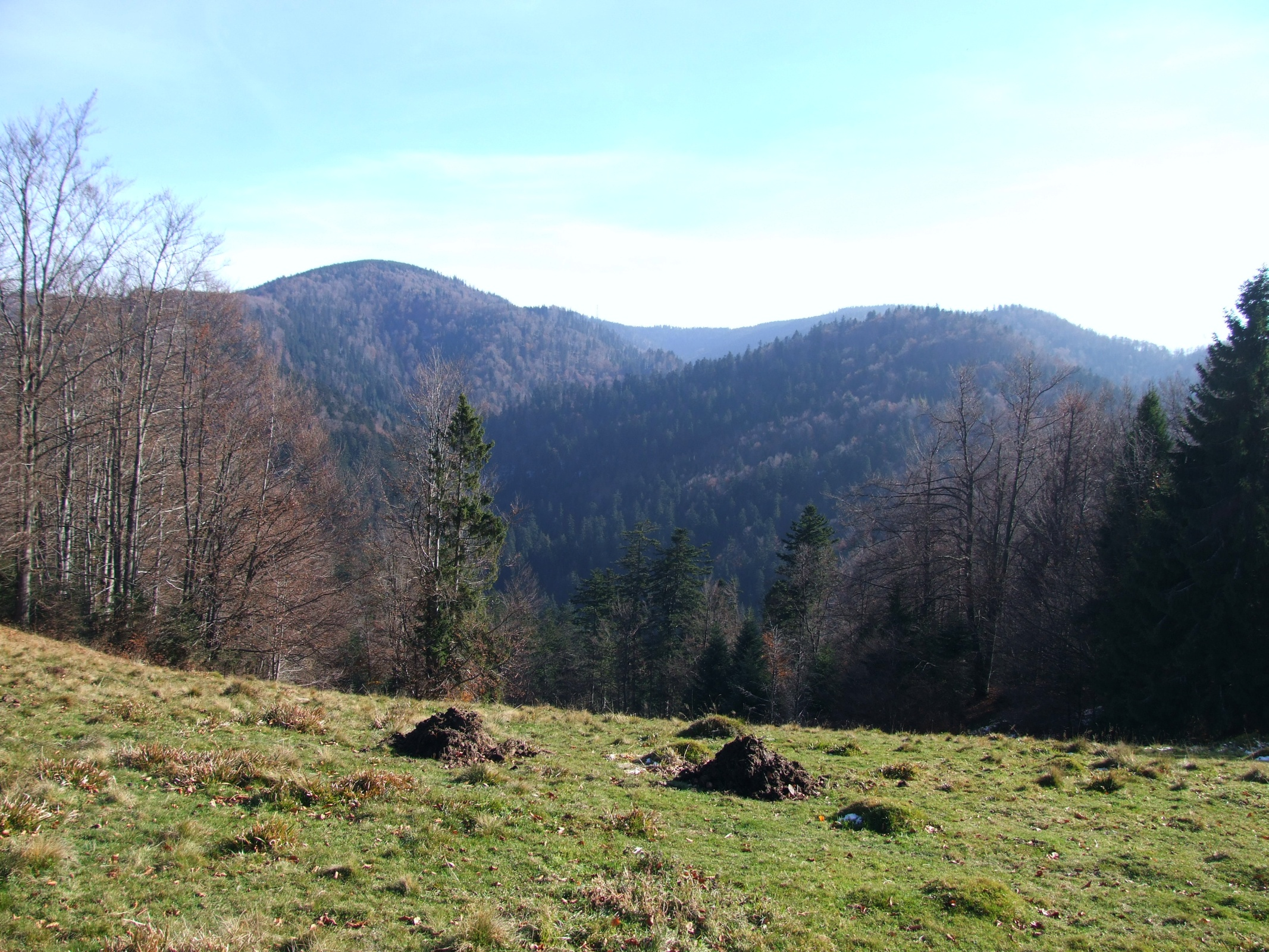
Od lewej:Skałka, dolina Sopotnickiego Potoku i Roztoka